# Festival du film de Sundance 2008

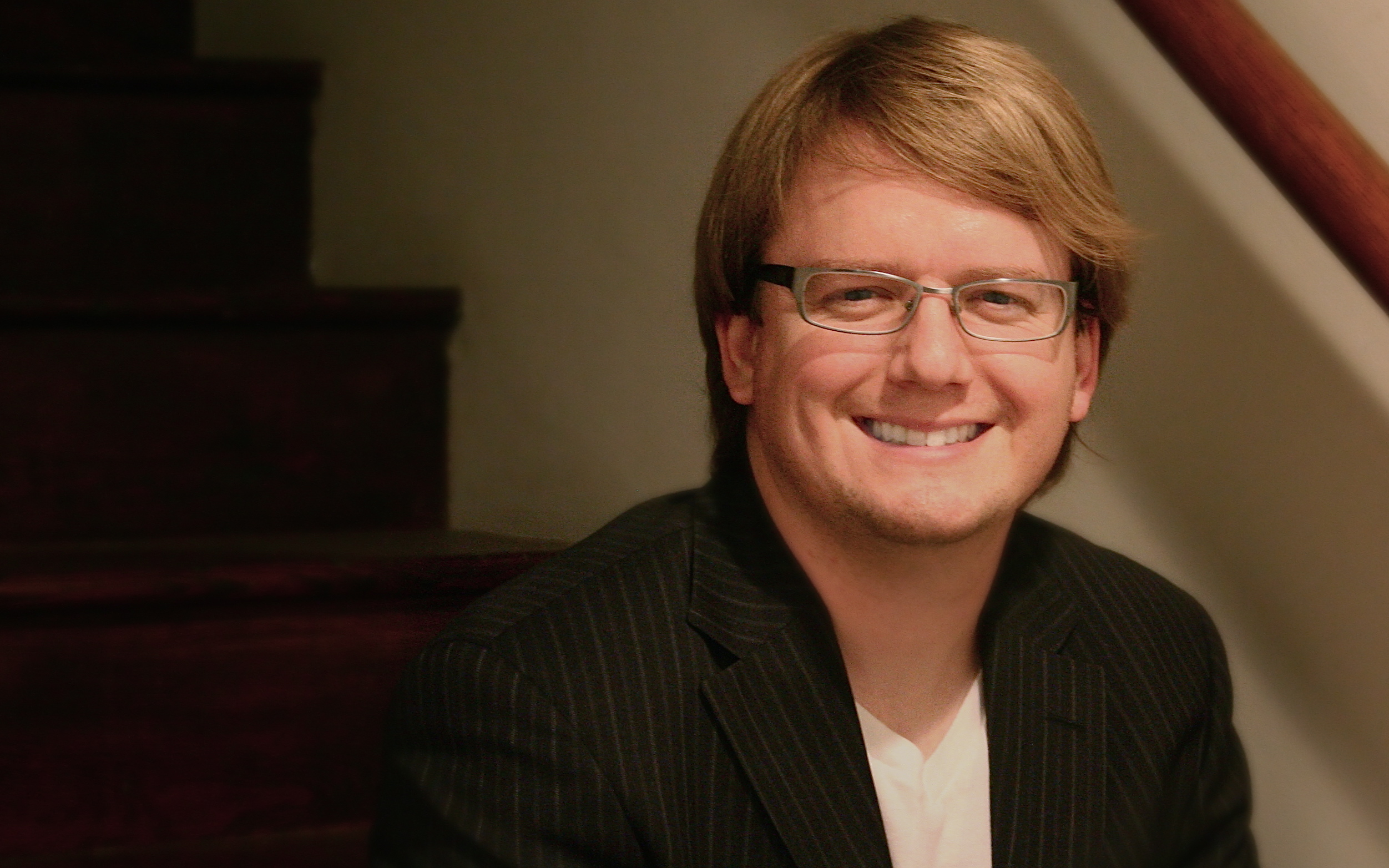
David Michael MAURER a participé au montage des films "Four sheets to the wind" et "Splinter" présentés à Sundance.

Le Festival du film de Sundance 2008, 24e édition du festival (24th Sundance Film Festival) organisé par le Sundance Institute, s'est déroulé du 17 au 27 janvier 2008 à Park City (Utah).